# أستراليا المفتوحة 1969
هنا قائمة ببطولات أستراليا المفتوحة لسنة 1969:

## الكبار

### فردي رجال
رود لافر هزم  أندرياس جايمينو, 6-3, 6-4, 7-5

### فردي سيدات
مارغريت كورت هزم  بيلي جين كينغ, 6-4, 6-1

### زوجي رجال
رود لافر و روي إيمرسون هزم  كين روزوال و فريد ستول, 6-4, 6-4

### زوجي سيدات
مارغريت كورت و جودي تيغارت دالتون هزم  روزماري كاسالس و بيلي جين كينغ, 6-4, 6-4

### زوجي مختلط
مارغريت كورت و مارتي رايسن و آن هايدون جونز و فريد ستول (لقب مشترك - لم يتم لعب النهائي)